# Одан
Одан (фр. Hodent) — муниципалитет во Франции, в регионе Иль-де-Франс, департамент Валь-д'Уаз. Население — 267 человек (1999).
Муниципалитет расположен на расстоянии около 55 км северо-западнее Парижа, 25 км северо-западнее Сержи.

## Демография
Динамика населения (Cassini и INSEE):